# 法利·莫沃特

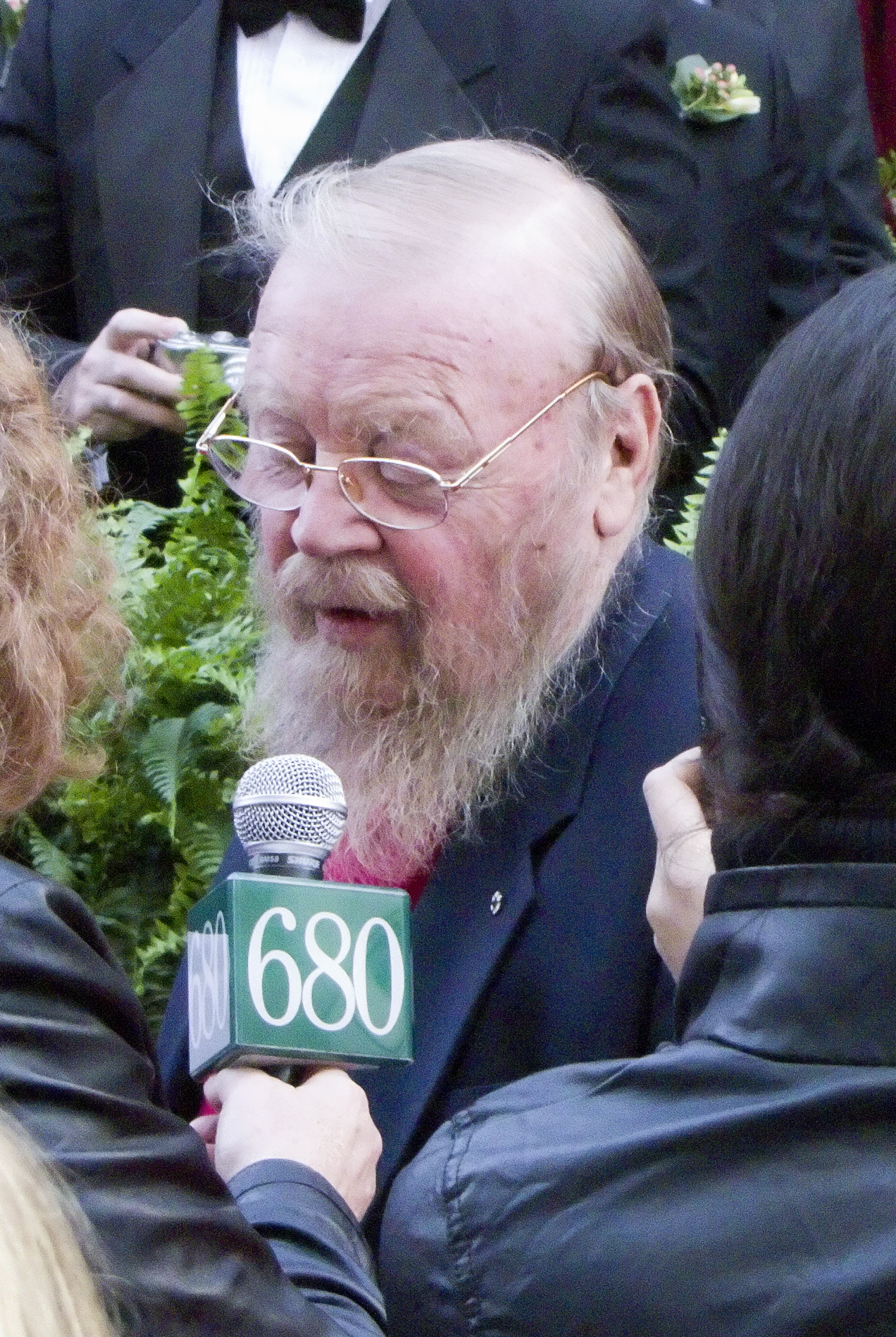
2010年法利·莫沃特

法利·莫沃特（英語：Farley McGill Mowat，1921年5月12日—2014年5月6日），是一名加拿大作家和环境保护主義者。他撰写了大量加拿大小说，包括《鹿人》、《狼踪》。
他在多伦多大学就读。2014年5月5日去世。